# بلو أوريجين
بلو أُورِجِن (بالإنجليزية: Blue Origin)‏ وتترجم حرفيًا إلى «الأصل الأزرق»، وهي شركة أمريكية بتمويل خاص للصناعات الفضائية الجوية وخدمات الرحلات الفضائية دون المدارية، ويقع مقرها الرئيسي في كينت، واشنطن. تأسست الشركة عام 2000 من قبل جيف بيزوس، وتُقاد الشركة بواسطة مديرها التنفيذي بوب سميث، وتعمل على تطوير التكنولوجيا التي ستمكن البشر من الوصول إلى الفضاء بشكل خاص، بهدف جعل هذه الرحلات ممكنة بشكل أكبر مع خفض التكلفة بصورة كبيرة. تتبع بلو أوريجين نهجًا تدريجيًا بدءًا من الرحلات الفضائية دون المدارية وصولًا للرحلات المدارية، مع اعتماد كل خطوة في هذه المراحل التطويرية على ما سبقها. شعار هذه الشركة باللاتينية هو (Gradatim Ferociter)، والذي يعني «خطوة بعد خطوة، بشراسة».
طورت بلو أوريجين عددًا من التقنيات المتنوعة، مع التركيز على مركبات الإقلاع والهبوط الرأسي الصاروخية للوصول إلى الفضاء دون المداري والفضاء المداري. يشير اسم هذه الشركة إلى الكوكب الأزرق (الأرض)، باعتباره نقطة الأصل.
صممت الشركة، التي كانت مهتمة مبدأيًا بالرحلات الفضائية دون المدارية، وصنعت وأطلقت عددًا من المركبات الاختبارية لمركبة نيو شيبرد الفضائية، وذلك في منشآتها بمقاطعة كولبيرسون، تكساس. بدأت الرحلات الاختبارية التطويرية للمركبة نيو شيبرد، التي حصلت على اسمها تيمنًا بأول شخص أمريكي يصل إلى الفضاء ألان شيبرد، في شهر أبريل عام 2015، واستمرت رحلات الاختبار حتى عام 2018. غيرت الشركة موعد أول رحلة للركاب عدة مرات، وكان أحد الإطارات الزمنية الحديثة الذي حددته الشركة لهذه الرحلات في سبتمبر عام 2018 هو عام 2019. لم تبدأ بلو أوريجين رحلاتها التجارية للركاب بعد، ولم تعلن عن تاريخ محدد للبدء في هذه الرحلات. وصلت المركبات غير المأهولة إلى ارتفاع اختباري يتخطى 100 كيلومتر، وذلك في جميع رحلاتها الاختبارية تقريبًا التي بدأت منذ عام 2015، وحققت هذه المركبات سرعةً قصوى بلغت 3 ماخ، ما يعادل 3675 كيلومترًا بالساعة، ووصلت إلى الفضاء فوق خط كارمان، مع نجاح عملية الهبوط الآمن للكبسولة الفضائية والمعززات الصاروخية.
انتقلت شركة بلو أوريجين إلى أعمال تكنولوجيا الرحلات الفضائية المدارية في عام 2014، وعملت في البداية على تزويد الشركات الأخرى بالمحركات الصاروخية التي تحتاجها من خلال اتفاقية تعاقدية لبناء محرك صاروخي كبير، وهو المحرك بي إي 4، لشركة نظام الإطلاق الفضائي الأمريكية ائتلاف الإطلاق المتحد (ULA). أعلنت شركة بلو أوريجين، عام 2015، عن خطط أخرى لتصنيع وإطلاق مركبة الإطلاق المداري الخاصة بها من ساحل الإطلاق الفضائي بفلوريدا، والتي تحمل اسم نيو غلين. كان من المتوقع أن تنتهي اختبارات التأهيل الخاصة بالمحرك الصاروخي بي إي 4 في أواخر عام 2018، ولكن استمر البرنامج الاختباري حتى عام 2019.
كشف جيف بيزوس، في مايو عام 2019، عن رؤية شركة بلو أوريجين للفضاء وعن خطط الشركة أيضًا لإرسال مركبة هابطة على القمر، باسم بلو مون، وستكون جاهزة بحلول عام 2024.وفي ديسمبر 2023 أعلنت شركة "بلو أوريجين" الأميركية للرحلات الفضائية أنها تخطط لإطلاق صاروخها New Shepard قبل نهاية الشهر ويأتي هذا الإطلاق بعد أكثر من عام على وقوع حادث أدى إلى وقف استخدامه. لافتة إلى أن المهمة تتضمن تجارب علمية.
كما تستعد شركته "بلو أورجين" لإطلاق صاروخها الجديد "نيو جلين" من كيب كانافيرال في فلوريدا، وهو حدث ينتظره الكثيرون في مجال الفضاء. بيزوس يراهن على أن استكشاف الفضاء يمكن أن يوفر موارد طبيعية جديدة للبشرية ويعالج نقص الموارد على الأرض، حيث يمكن استخراج بعض الموارد من الكواكب الأخرى

## التمويل
استثمر جيف بيزوس أكثر من 500 مليون دولار أمريكي في شركة بلو أوريجين بحلول عام 2015. وكانت الأغلبية العظمى من التمويل، حتى عام 2016، لدعم تطوير التكنولوجيا واعتمدت العمليات الخاصة بالشركة على الاستثمار الخاص لجيف بيزوس، ولكن رفض بيزوس التصريح بقيمة هذا الاستثمار الخاص للعامة قبل إعلان قيمته السنوية بشكل عام  في 2017. ستحصل شركة بلو أوريجين على 500 مليون دولار من القوات الجوية للولايات المتحدة على مدار الفترة بين عامي 2019 حتى 2024 إذا تمكنت الشركة من بلوغ المرحلة النهائية في مسابقة اتفاقية خدمات الإطلاق، والتي حصلت من خلالها على 181 مليون دولار حتى الآن. أنهت شركة بلو أوريجين أيضًا بعض الأعمال لوكالة ناسا في عدد من عقود التطوير الصغيرة، لتحصل على تمويل إجمالي يصل إلى 25.7 مليون دولار بحلول عام 2013. وحتى عام 2017، يعمل بيزوس على تحقيق أرباح تصل إلى مليار دولار تقريبًا سنويًا، من خلال بيع المخزون على موقع أمازون الذي يمتلكه، حتى يتمكن من تمويل شركة بلو أوريجين بشكل خاص.

## وصلات خارجية
- الموقع الرسمي